# Cymbopogon martinii
Cymbopogon martinii é uma espécie de capins no gênero capim limão mais conhecido pelo nome popular palmarosa. Outros nomes populares incluem gerânio da Índia, entre diversos nomes em língua inglesa, com o termo rosha. Este capim perene é nativo do sudeste da Ásia, especialmente Índia e Paquistão, e é cultivado pelo seu óleo. O óleo essencial desta planta, o qual contém o composto ativo geraniol, é valorizado por seu aroma e por um número de medicamentos tradicionais e de uso doméstico. O óleo de palmarosa tem se mostrado um eficiente repelente de insetos quando aplicados a grãos armazenados e feijão, um antielmíntico contra nematóides, e um antifúngico e repelente de mosquitos.
O óleo de palmarosa, que tem um cheiro semelhante a rosas, é adicionado a sabonetes e cosméticos.